# Juan Edgardo Angara

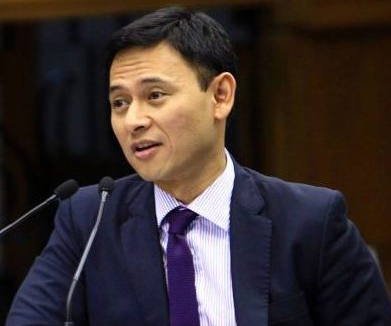
Senator Sonny Angara (2022)

Juan Edgardo „Sonny“ Manalang Angara (* 15. Juli 1972 in Manila) ist ein philippinischer Politiker der Laban ng Demokratikong Pilipino LDP, der zwischen 2004 und 2013 Mitglied des Repräsentantenhauses (Mababang Kapulungan ng Kongreso) war und seit 2013 Mitglied des Senats der Philippinen (Senado ng Pilipinas) ist.

## Leben

### Familie, Studien und berufliche Laufbahn

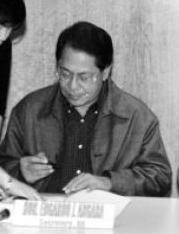
Der Vater von „Sonny“ Angara war der Rechtsanwalt Edgardo Angara, der ebenfalls Senator und zeitweise Landwirtschaftsminister war.

Juan Edgardo „Sonny“ Manalang Angara stammt aus einer Politikerfamilie und ist der Sohn des Rechtsanwalts Edgardo Angara (1934–2018), der ebenfalls Senator und zeitweise Landwirtschaftsminister war, sowie dessen Ehefrau Gloria Manalang-Angara. Sein Onkel Arthur Angara (1937–2022) war zwischen 1992 und 2001 sowie erneut von 2004 bis 2013 Bürgermeister von Baler, während seine Tante Bella Angara (* 1939) zwischen 1995 und 2004 und abermals von 2013 bis 2019 ebenfalls Mitglied des Repräsentantenhauses sowie zwischenzeitlich von 2004 bis 2013 Gouverneurin der Provinz Aurora war. Sein Cousin Rommel T. Angara (* 1978) ist seit 2019 Mitglied des Repräsentantenhauses.
„Sonny“ Angara selbst absolvierte nach dem Besuch des Xavier School in San Juan und der Douai School in Woolhampton ein Studium im Fach Internationale Beziehungen an der London School of Economics and Political Science LSE, welches er mit einem Bachelor of Science in International Relations) beendete. Ein darauf folgendes Studium der Rechtswissenschaften an der Juristischen Fakultät (College of Law) der Universität der Philippinen beendete er mit einem Bachelor of Laws (LL.B.) und schloss ein postgraduales Studium an der Harvard Law School, der Juristischen Fakultät der Harvard University, mit einem Master of Laws ab. Nachdem er während seines Studiums zwischen 1991 und 1992 als Trainee bei der Metropolitan Bank and Trust Company tätig gewesen war, wurde er 1992 Reporter für die Tageszeitung The Philippine Star und war 1994 Mitarbeiter der Ständigen Vertretung bei den Vereinten Nationen in New York City. Nach Abschluss seines Studiums arbeitete er zwischen 2001 und 2003 als Rechtsanwalt für die Anwaltskanzlei Angara Abello Concepcion Regala and Cruz (ACCRA) und lehrte als Professor für Rechtswissenschaften an der New Era University (NEU), einer von der Iglesia ni Cristo in Quezon City betriebenen Hochschule, sowie an der Centro Escolar University (CEU) in Manila.

### Abgeordneter und Senator
2004 wurde Angara im einzigen Wahlbezirk Lone District der Provinz Aurora erstmals zum Mitglied des Repräsentantenhauses gewählt und damit zum Nachfolger seiner Tante Bella Angara. Er gehörte dem Repräsentantenhaus nach seinen Wiederwahlen 2007 und 2010 bis zur Höchstgrenze von drei aufeinander folgenden Legislaturperioden von jeweils drei Jahren bis 2013 an, woraufhin seine Tante Bella Angara abermals in diesem Wahlkreis gewählt wurde. Während seiner Mitgliedschaft im Repräsentantenhaus war er zwischen 2004 und 2007 zunächst stellvertretender Minderheitsführer (Deputy Minority Leader) sowie anschließend von 2007 bis 2010 stellvertretender Mehrheitsführer (Deputy Majority Leader) und zugleich stellvertretender Vorsitzender des Geschäftsordnungsausschusses (Committee on Rules). In seiner letzten Wahlperiode fungierte zwischen 2010 und 2013 als Vorsitzender des Ausschusses für höhere und technische Bildung (Committee on Higher and Technical Education).

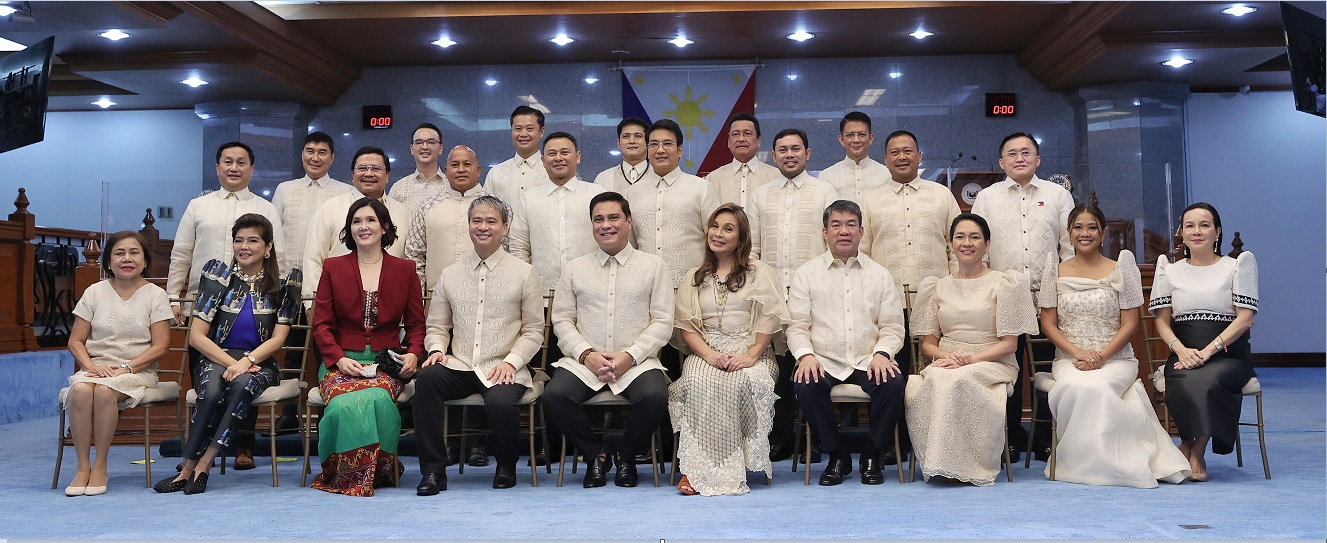
„Sonny“ Angara (stehend, 7.v.l.) auf dem offiziellen Foto der Senatsmitglieder (25. Juli 2022).

Bei der Senatswahl vom 13. Mai 2013 wurde „Sonny“ Angara für die LDP mit dem sechstbesten Ergebnis von zwölf zu vergebenen Plätze (16.005.564 Stimmen, 39,87 Prozent) erstmals als Senatorin gewählt.
Während seiner Mitgliedschaft im Senat war er zwischen 2013 und 2016 Vorsitzender des Ausschusses für Spiele, Unterhalt und Sport (Committee on Games, Amusement and Sports) sowie zeitgleich kommissarischer Vorsitzender des Ausschusses für Arbeit (Committee on Labor) und Vorsitzender der Ausschüsse für Auswärtige Beziehungen (Committee on Foreign Relations) und für Tourismus (Committee on Tourism). Er war zwiuschen 2013 und 2019 ferner Vorsitzender des sogenannten Ausschusses für „Mittel und Wege“ (Committee on Ways and Means) und ist seit 2013 stellvertretender Vorsitzender des Ausschusses für Wissenschaft und Technologie (Committee on Science and Technology) sowie von 2015 bis 2019 stellvertretender Vorsitzender des Finanzausschusses (Committee on Finance). Er ist seit 2016 Vorsitzender des Ausschusses für Kommunalverwaltung (Committee on Local Government) sowie zugleich stellvertretender Vorsitzender des sogenannten „Blue Ribbon Committee“, des Sportausschusses (Committee on Sports), des Bildungsausschusses (Committee on Education) und des Arbeitsausschusses.
Bei der Senatswahl am 13. Mai 2019 wurde Angara für die LDP mit 18.161.862 Stimmen (38,40 Prozent) für eine zweite sechsjährige Amtszeit wiedergewählt und erreichte auch dieses Mal den sechsten der zwölf zu vergebenen Sitze. Er ist seit 2019 sowohl Vorsitzender des Finanzausschusses als auch des Jugendausschusses (Committee on Youth) und fungiert zudem seit 2019 noch als stellvertretender Vorsitzender der Ausschüsse für Wirtschaftsangelegenheiten (Committee on Economic Affairs), für öffentliche Arbeiten (Committee on Public Works), für „Mittel und Wege“ sowie für Banken, Finanzinstitute und Währungen (Committee on Banks, Financial Institutions and Currencies).
Während seiner Mitgliedschaft als Senator und Abgeordneter im Kongress der Philippinen (Batasang Pambansa) hat Angara mehr als 330 Gesetze gefördert oder verfasst wie zum Beispiel zu den Themen freie Hochschulbildung (Free College Law) und zum freien Kindergartenzugang (Free Kindergarten Law), zum allgemeinen Gesundheitsschutz (Universal Healthcare Act), zur Beschäftigung im öffentlichen Dienst (Public Employment Service Office (PESO) Act), zur Ausweitung des Seniorenschutzes (Expanded Senior Citizens Act) sowie zum Sport (National Athletes and Coaches Benefits and Incentives Act) und (National Sports Academy Act). Als Vorsitzender des Finanzausschusses des Senats trug er dazu bei, die nationale Reaktion auf die Covid-19-Pandemie durch Gesetze wie das Bayanihan to Recover as One Act, das National COVID-19 Vaccination Program Act und das Health Emergency Allowance for Health Workers Law zu steuern. Als Vorsitzender des Jugendausschusses setzte er sich für mehr Möglichkeiten für die Jugend ein, sich an der Politikgestaltung und dem Aufbau der Nation zu beteiligen wie zum Beispiel der Förderung und Unterstützung der örtlichen Jugendvertretungen SK (Sanguniang Kabataan). Seit 2019 befürwortet eine „Tatak Pinoy (Proudly Filipino)“-Kampagne, um philippinische Waren und Dienstleistungen anspruchsvoller und global wettbewerbsfähiger zu machen. Im Rahmen dieser Initiative reichte er Gesetzesentwürfe wie den Exports and Investments Development Act (EIDA), den Domestic Bidders Preference Program Act, den National Quality Policy and Infrastructure (NQI) Act und den Shared Service Facilities Act ein. Zur Förderung des Potenzials philippinischer Fachkräfte in der digitalen Wirtschaft war er Hauptautor des Digital Workforce Competitiveness Act. Im 19. Kongress hat er neben vielen anderen Maßnahmen den National Digital Transformation Act, den Local ICT Officers Act und den Science and Technology Parks Incentives Act eingereicht. Als Nachfolger von Oscar Moreno übernahm er zudem am 9. August 2016 die Funktion als Vorsitzender des philippinischen Basketballverbandes SBP (Samahang Basketbol ng Pilipinas).
Aus seiner Ehe mit „Tootsy“ Angara gingen drei Kinder hervor.